# Sibel Kekilli
Sibel Kekilli (Heilbronn, 16 juni 1980) is een Duitse actrice van Turkse afkomst.

## Loopbaan
Kekilli groeide op in een gezin van Turkse ouders die in 1977 naar Duitsland waren gekomen. Zij woonde in Heilbronn en verhuisde later naar Essen. Kekilli brak in 2004 door als actrice met een hoofdrol in de film Gegen die Wand van regisseur Fatih Akın. Hiervoor ontving ze in 2004 zowel een Deutscher Filmpreis als een Bambi als beste actrice.
Kort na het verschijnen van de film maakte het boulevardblad Bild bekend dat Kekilli pornoactrice was geweest. Dit leidde tot opschudding en ook tot een breuk met haar ouders. Bij verschillende gelegenheden liet Kekilli haar ergernis blijken over stereotyperingen over haar verleden en haar Turkse afkomst.
Haar filmcarrière kreeg echter een passend vervolg. Voor haar hoofdrol in de Turkse film Eve Dönüş won ze in 2006 de prijs voor beste actrice op het Filmfestival van Antalya en in 2010 volgde een tweede Deutscher Filmpreis als beste actrice voor haar rol in Die Fremde. Voor diezelfde rol kreeg ze de Preis der deutschen Filmkritik in de categorie "beste actrice". Daarnaast kreeg zij ook rollen in televisieseries als Tatort (Kommissarin Sarah Brandt naast Axel Milberg als Hauptkommissar Klaus Borowski) en Game of Thrones (Shae). In de zomer van 2017 maakte ze na dertien afleveringen haar afscheid van Tatort bekend.

## Persoonlijk leven
Sibel Kekilli woont sinds 2003 in Hamburg-Altona. In een interview in maart 2007 met Der Spiegel zei Kekilli, die als moslim was opgevoed, dat ze niet tot een religie behoorde, al respecteerde ze wel alle religies. Ze zei dat ze "ooit helemaal nergens in geloofde, maar ondertussen geloof ik in een macht die ons beschermt en opdrachten geeft in de loop van het leven, maar die noem ik niet God."

## Filmografie

### Bioscoop
- 2004: Gegen die Wand - Sibel
- 2004: Kebab Connection
- 2006: Der letzte Zug - Ruth Zilbermann
- 2006: Eve Dönüş
- 2006: Fay Grim
- 2006: Winterreise - Leyla
- 2009: Pihalla - Laura
- 2010: Die Fremde - Umay
- 2011: What a Man - Nele

- 2012: Die Männer der Emden
- 2019: Berlin, I Love You
- 2019: Deutschland ist… Heim
- 2020: Fuchs im Bau

### Televisie
- 2008: Nachtschicht – Blutige Stadt (tv-serie)
- 2010: Tatort: Borowski und eine Frage von reinem Geschmack
- 2010: Mordkommission Istanbul: In deiner Hand (tv-serie)
- 2010: Gier (tv-tweedeler)

- 2011: Tatort: Borowski und der coole Hund
- 2011: Tatort: Borowski und die Frau am Fenster

- 2011-2014: Game of Thrones - Shae (tv-serie, 20 afleveringen))
- 2012: Tatort: Borowski und der stille Gast
- 2012: Tatort: Borowski und der freie Fall
- 2013: Tatort: Borowski und der brennende Mann
- 2013: Tatort: Borowski und der Engel
- 2014: Tatort: Borowski und das Meer
- 2015: Tatort: Borowski und der Himmel über Kiel
- 2015: Tatort: Borowski und die Kinder von Gaarden
- 2015: Tatort: Borowski und die Rückkehr des stillen Gastes
- 2016: Tatort: Borowski und das verlorene Mädchen
- 2017: Tatort: Borowski und das dunkle Netz
- 2017: Tatort: Borowski und das Fest des Nordens
- 2017: Bruder: Schwarze Macht - Sibel (miniserie, 4 afleveringen)
- 2018: Bullets - Madina Taburova (tv-serie, 10 afleveringen)
- 2021: Meeresleuchten (televisiefilm)

### Pornofilms
- 2002: Wilde Sex-Nächte
- 2002: Auf frischer Tat ertappt!
- 2002: Casa Rosso
- 2002: Diva-Diva
- 2002: Sextrip - Heisses Pflaster Amsterdam
- 2002: Süsse Teeny-Träume
- 2002: Teeny Exzesse 68 - Kesse Bienen
- 2002: Tierisches Teenie-Reiten - Dilara (onvermeld)
- 2002: Hotel Fickmichgut - Hotelmanager
- 2002: Lollipops 16
- 2002: Die verfickte Praxis - Patiënte #2
- 2002: Die megageile Küken-Farm
- 2001: Junge Debütantinnen 19: Deutsche Debütantinnen - Hart & herzlich - Kim uit Mannheim

- Bibsys: 14006586
- Biblioteca Nacional de España: XX1735812
- Bibliothèque nationale de France: cb15862933d (data)
- Catàleg d'autoritats de noms i títols de Catalunya: 981058516959306706
- Gemeinsame Normdatei: 129999679
- International Standard Name Identifier: 0000 0001 1444 8488
- Library of Congress Control Number: nr2004030939
- MusicBrainz: 281fde98-e5ef-4d6a-b2e5-27c51f56e119
- Nationale Bibliotheek van Tsjechië: pna2005311701
- Nationale Bibliotheek van Israël: 987007432115305171
- Nederlandse Thesaurus van Auteursnamen: 333172558
- Système universitaire de documentation: 084564547
- Virtual International Authority File: 56562851
- WorldCat: E39PBJmtxFCbmdHwrR7dyRw6Kd